# Гарначо, Алехандро
Алеха́ндро Гарна́чо Ферре́йра (исп. Alejandro Garnacho Ferreyra; родился 1 июля 2004) — аргентинский футболист, полузащитник английского клуба «Манчестер Юнайтед» и сборной Аргентины.

## Клубная карьера
Уроженец Мадрида, Гарначо выступал за молодёжную команду клуба «Атлетико Мадрид» с 2015 по 2020 год. В октябре 2020 года присоединился к молодёжной команде «Манчестер Юнайтед». 28 апреля 2022 года дебютировал в основном составе «Манчестер Юнайтед» в матче Премьер-лиги против «Челси». 11 мая 2022 года выиграл Молодёжный кубок Англии, забив два мяча в финальном матче против «Ноттингем Форест». 3 ноября 2022 года забил свой первый гол за клуб в матче группового этапа Лиги Европы УЕФА против испанского клуба «Реал Сосьедад». 13 ноября 2022 года забил свой первый гол в Премьер-лиге в матче против «Фулхэма», который принёс «красным дьяволам» победу со счётом 2:1.
28 апреля 2023 года подписал новый контракт с «Манчестер Юнайтед», рассчитанный до июня 2028 года. 26 декабря 2023 года сделал «дубль» в матче Премьер-лиги против клуба «Астон Вилла», который завершился победой «Юнайтед» со счётом 3:2.
25 мая 2024 года выиграл Кубок Англии, забив гол в финальном матче против «Манчестер Сити».

## Карьера в сборной
В сентябре 2021 года дебютировал в составе сборной Испании до 18 лет.
В марте 2022 года получил свой первый вызов в сборную Аргентины.
22 марта 2022 года дебютировал за сборную Аргентины до 20 лет в матче против сборной США. 1 июня 2022 года забил свой первый гол за сборную до 20 лет в матче Тулонского турнира против сборной Панамы. Аргентина выиграла Тулонский турнир, на котором Гарначо забил 4 гола в 4 матчах.
В марте 2023 года был вызван главным тренером сборной Аргентины Лионелем Скалони на матчи против Панамы и Кюрасао, но из-за травмы не смог поехать в расположение сборной. 15 июня 2023 года дебютировал в составе главной сборной Аргентины в товарищеском матче против сборной Австралии.

## Достижения

### Командные достижения
«Манчестер Юнайтед»
- Обладатель Молодёжного Кубка Англии: 2021/22[3]
- Обладатель Кубка Английской футбольной лиги: 2022/23
- Обладатель Кубка Англии: 2023/24

Сборная Аргентины
- Обладатель Кубка Америки: 2024

### Личные достижения
- Награда Джимми Мерфи лучшему молодому игроку года: 2021/22[14]
- Гол месяца английской Премьер-лиги: ноябрь 2023[15]
- Гол сезона по версии BBC: 2023/24[16]
- Гол сезона английской Премьер-лиги: 2023/24[17]
- Премия ФИФА имени Ференца Пушкаша: 2024

## Статистика выступлений
По состоянию на 4 мая 2025 года
| Клуб              | Сезон            | Лига | Лига | Кубок | Кубок | Кубок лиги | Кубок лиги | Еврокубки | Еврокубки | Прочие | Прочие | Итого | Итого |
| Клуб              | Сезон            | Игры | Голы | Игры  | Голы  | Игры       | Голы       | Игры      | Голы      | Игры   | Голы   | Игры  | Голы  |
| ----------------- | ---------------- | ---- | ---- | ----- | ----- | ---------- | ---------- | --------- | --------- | ------ | ------ | ----- | ----- |
| Манчестер Юнайтед | 2021/22          | 2    | 0    | 0     | 0     | 0          | 0          | 0         | 0         | 0      | 0      | 2     | 0     |
| Манчестер Юнайтед | 2022/23          | 19   | 3    | 4     | 1     | 5          | 0          | 6         | 1         | 0      | 0      | 34    | 5     |
| Манчестер Юнайтед | 2023/24          | 36   | 7    | 6     | 1     | 2          | 1          | 6         | 1         | 0      | 0      | 50    | 10    |
| Манчестер Юнайтед | 2024/25          | 34   | 6    | 3     | 0     | 3          | 3          | 13        | 1         | 1      | 1      | 54    | 11    |
| Всего за карьеру  | Всего за карьеру | 91   | 16   | 13    | 2     | 10         | 4          | 25        | 3         | 1      | 1      | 140   | 26    |